# 尼古拉·拉杜洛维奇
尼古拉·拉杜洛维奇（1973年4月26日—），生于前南斯拉夫萨格勒布，意大利男子篮球运动员。他曾代表意大利获得2004年夏季奥运会篮球比赛男子银牌。